# Ahmed Miitig

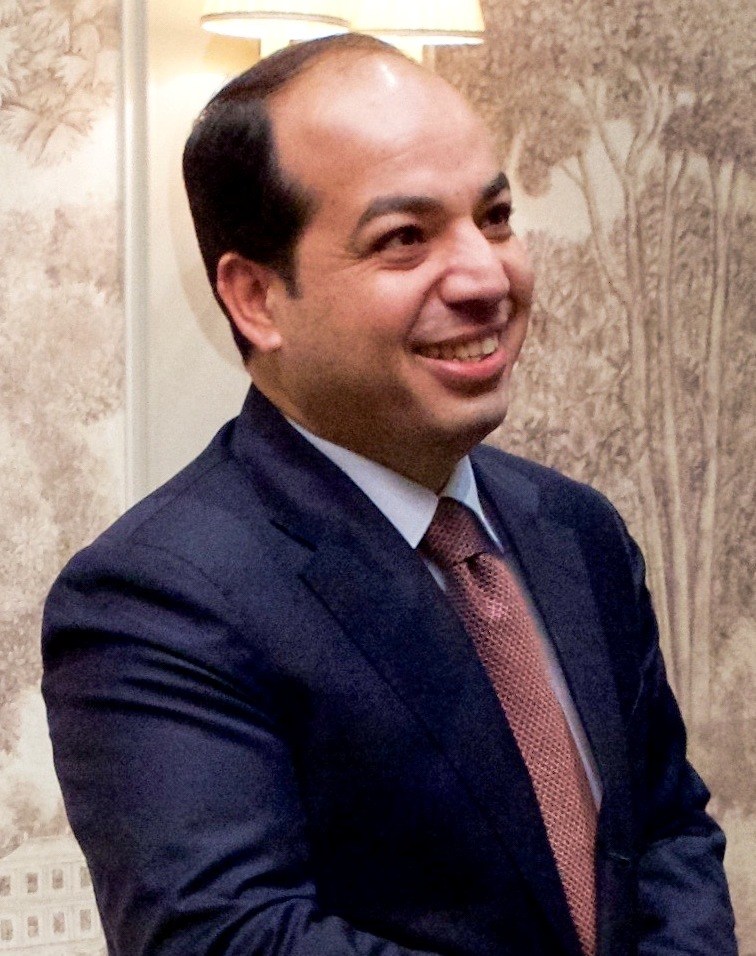
Ahmed Miitig (2016)

Ahmed Omar Ahmed Miitig (arabisch أحمد عمر أحمد معيتيق, DMG Aḥmad ʿUmar Aḥmad Muʿaitīq, * 1972 in Misrata) ist ein libyscher Geschäftsmann und Politiker, der zwischen 25. Mai und 9. Juni 2014 Ministerpräsident des Landes war.

## Wirken
Nach dem überraschenden Rücktritt von Übergangs-Amtsinhaber Abdullah Thenni wurde am 4. Mai 2014 der sunnitische Muslim Ahmed Miitig vom Allgemeinen Nationalkongress mit 121 von 200 Stimmen zum Vorsitzenden der libyschen Regierung gewählt, allerdings gab es Verwirrung um die Gültigkeit der Abstimmung, da nicht klar war, ob er überhaupt amtsberechtigt ist. Am 29. Mai entschied das Justizministerium Libyens, dass Miitig nicht der Ministerpräsident sei. Das Höchste Gericht Libyens erließ am 5. Juni ein Verdikt über die Wahl Miitigs und entschied am 9. Juni, dass seine Ernennung illegal war, woraufhin er am selben Tag zurücktrat und Abdullah Thenni wieder die Amtsgeschäfte übernahm.
Ahmed Miitig wird vor allem von den Islamisten unterstützt. Nach seinem Rücktritt schloss Miitig sich dem Milizenbündnis Fadschr Libiya an, welches im August 2014 die Hauptstadt Tripolis eroberte und fungiert als Mitglied des Neuen Allgemeinen Nationalkongress. Am 9. Oktober wurde er nach Friedensverhandlungen im Rahmen des Zweiten Bürgerkrieges in Libyen als Stellvertretender Regierungschef einer neuen Einheitsregierung nominiert.